# Diaconessenhuis "De Wijk"
Het Diaconessenhuis "De Wijk" was een protestants ziekenhuis. Het ziekenhuis was gelegen aan de Westhaven in de Nederlandse stad Gouda.

## Geschiedenis
In de loop van de 19e eeuw werden er in verschillende steden in Nederland zogenaamde diaconessenhuizen gesticht. Diaconessen namen de zorg voor zieken en bejaarden voor hun rekening. Zij deden dit vanuit een christelijke roeping en bleven ongehuwd. In 1844 werd in Utrecht het eerste diaconessenhuis geopend. Dit voorbeeld kreeg navolging en er ontstonden in diverse plaatsen diaconessenhuizen. In Gouda werd in 1887 vanuit de plaatselijke Nederlandse Hervormde Kerk het initiatief genomen voor de oprichting van een "Vereniging voor Wijkverpleging". In 1897 begon de Amsterdamse diacones Mieke Hoogerwerf met het opzetten van dit wijkwerk. Gestart werd vanuit een huis aan de Achter de Vismarkt. Omdat hier geen gelegenheid was om zieke patiënten op te nemen werden zieken thuis bezocht en verpleegd. In 1902 kregen de diaconessen een huis aangeboden aan de Westhaven 11 van de dames Marie en Betsy Temminck, om vanuit dit pand de wijkverpleging in Gouda te gaan verzorgen. Het pand werd verbouwd door de Goudse architect een aannemer H.J. Nederhorst. Nadat in 1917 het pand kon worden uitgebreid werden alleen nog maar in dit ziekenhuis opgenomen patiënten verzorgd. Vanwege de start vanuit de wijkverpleging kreeg het ziekenhuis de naam "De Wijk", voluit Diaconessenhuis "De Wijk". In de loop van de twintigste eeuw werd het gebouw meerdere malen uitgebreid onder meer door naastgelegen panden met het ziekenhuis te verbinden. Aan de achterzijde van het bestaande gebouw werd een nieuwe vleugel geplaatst. De kraamkliniek werd in 1947 verplaatst naar een meer zuidelijk gelegen pand aan de Westhaven 42 en kreeg de naam Montagnekliniek, genoemd naar de vrouwenarts dr. A. Montagne. Ook deze kliniek was onderdeel van "De Wijk". In totaal verwierf het ziekenhuis in de eerste helft van de 20e eeuw een zevental panden aan de Westhaven.
Na de Tweede Wereldoorlog bleek al snel dat de ruimteproblemen bleven groeien. Alle afdelingen kampten met ruimtegebrek. In de jaren vijftig van de 20e eeuw werden er verkennende gesprekken gevoerd met het algemene Van Itersonziekenhuis om gezamenlijk een oplossing te vinden voor de problemen waar beide ziekenhuizen mee kampten. In de loop van de jaren zestig kregen die gesprekken een serieuzer karakter. Uiteindelijk besloten beide ziekenhuizen in 1970 te fuseren. Op 23 juni 1970 verhuisde eerst het Van Itersonziekenhuis en een dag erna De Wijk. Op 21 april 1971 werd het nieuwe Bleulandziekenhuis geopend. Er was sprake van een gedeeltelijke fusie want de verpleegafdelingen bleven vooralsnog gescheiden. In 1992 zou ook het rooms-katholieke Sint Jozefziekenhuis aansluiting vinden en ontstond het Groene Hart Ziekenhuis. De stichting "De Wijk" bestaat nog steeds en verleent steun aan initiatieven op het terrein van gezondheidszorg en ouderenwerk in Gouda.